# Oie de Twente
L'oie de Twente (néerlandais : Twentse Landgans) est une race rare d'oie domestique originaire de la région de la Twente dans les Pays-Bas orientaux.

## Histoire
Au XIXe siècle, les Pays-Bas avaient encore plusieurs de leurs propres races d'oie, telles que l'oie de Groningue, l'oie de la Hollande-Septentrionale et l'oie de la Hollande-Méridionale . Ces races locales ont disparu en raison de l'importation de races étrangères plus lourdes, comme l'oie d'Emden, l'oie de Poméranie, l'oie de Toulouse et l'oie de Chine, dans les années 1920. L'oie de Twente a à peine échappé à ce sort; mais l'industrialisation de l'agriculture à partir des années 1950 lui porte un coup fatal. En 1900,  les oies de Twente comptaient plus de 100 000 têtes dans ce pays, alors qu'en 2011 leur population ne s'élevait plus qu'à 110 individus dans moins de vingt élevages.
Le premier document à mentionner l'oie de Twente en tant que telle est une description de la récolte de seigle faite par le baron Clemens Maria Francis von Bönninghausen (1785-1864) en 1817 dans laquelle il fait part de la présence fréquente d'oies particulières dans les communautés agricoles du nord de la région de Twente. La régularité des inondations annuelles qui empêchent une bonne récolte de l'herbe et l'abondance de petits cours d'eau dans la région provoquent un essor de l'élevage d'oies domestiques au XIXe siècle, surtout avec l'introduction du chemin de fer, favorable aux échanges régionaux. Cet essor se poursuit jusqu'en 1914 avec comme principales aires d'élevage les environs d'Enter, Wierden et Goor. Chaque année, des dizaines de milliers d'animaux étaient achetés au marché de Twente et en Allemagne proche et échangés autour d'Enter, avec par exemple 60 000 animaux en 1887.

## Description
Le plumage de l'oie de Twente est blanc ou pie-gris ; elle a les yeux bleus et le bec orange. Son cou est moyen et porté droit. Les extrémités des ailes se touchent sur la queue. Les pattes jaune-orange sont fermes et de longueur moyenne. Contrairement à beaucoup d'autres races d'oies, l'oie de Twente n'a aucun développement de l'estomac et de la gorge. Le jars pèse entre 5 et 6 kg, l'oie entre 4 et 5 kg, ce qui en fait une race moyenne. En comparaison l'oie d'Emden peut peser 12 kg et l'oie de Toulouse, 10 kg. L'œuf de l'oie de Twente pèse en moyenne 160 grammes. Autrefois, l'oie de Twente était caractérisée par une ponte précoce, souvent dès le mois de décembre; ce qui fait que des oisons de six à huit semaines pouvaient déjà être proposés en dehors de la saison habituelle d'automne et d'hiver. L'Allemagne proche, en particulier, et l'Angleterre étaient des clients importants.

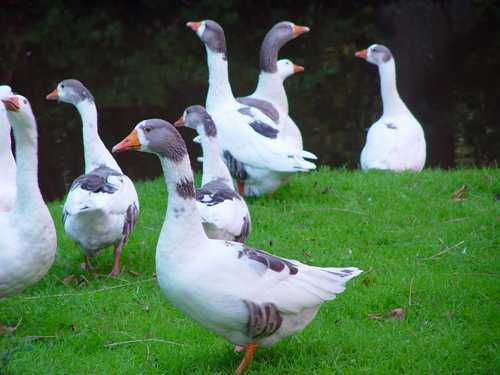
Troupeau d'oies de Twente.